# Katzen-spiele
Katzen-spiele is een muziekalbum van The Cats uit 1972. Het is een verzamelalbum met nummers die allemaal in het Duits gezongen zijn. De originele nummers in het Engels zijn allemaal geschreven door de bandleden zelf; de vertalingen zijn afkomstig van John Möring (zowel onder zijn eigen naam als zijn pseudoniemen Benny Lux en Otto Maske) en Stephan Lego (een alias van Erich Offierowski).
In tegenstelling tot verschillende Engelstalige albums van The Cats, bereikte dit Duitstalige album de hitlijsten in de Duitstalige landen niet. Het album was verder ook in Nederland verkrijgbaar en werd later nog enkele malen opnieuw uitgebracht op cd.
Du bist mein Zuhaus (She's on her own) en One way wind (Duitstalige versie) werden uitgebracht op single.

## Nummers
| Nr. | Naam                          | Schrijver origineel         | Duitse tekst                | Duur | Engelse versie           |
| --- | ----------------------------- | --------------------------- | --------------------------- | ---- | ------------------------ |
| A1 | Du bist mein Zuhaus           | Arnold Mühren               | John Möring en Stephan Lego | 2:41 | She's on her own         |
| A2 | Ich will nur bei dir sein     | Cees Veerman                | John Möring                 | 3:42 | If you'll be my woman    |
| A3 | One way wind                  | Arnold Mühren               | Otto Maske                  | 3:45 | One way wind             |
| A4 | Kannst du die Liebe verstehen | Cees Veerman                | Benny Lux                   | 4:21 | I've been in love before |
| A5 | Unendlich schön ist die Liebe | Piet Veerman                | John Möring                 | 4:41 | Winter's end             |
| A6 | Der Brief                     | Piet Veerman en John Möring | Otto Maske                  | 3:34 | A letter                 |
| B1 | Tanz heut' nacht nur mit mir  | Piet Veerman                | John Möring                 | 3:22 | Let's dance              |
| B2 | Wo ist die Liebe              | Arnold Mühren               | Benny Lux                   | 4:06 | Why                      |
| B3 | Mein Freund Joe               | Cees Veerman                | Otto Maske                  | 2:58 | My friend Joe            |
| B4 | Lia                           | Arnold Mühren               | Benny Lux                   | 3:42 | Lea                      |
| B5 | Kleiner Vogel                 | Arnold Mühren               | John Möring                 | 2:58 | Take me with you         |
| B6 | Country woman                 | Piet Veerman                | Otto Maske                  | 3:10 | Country woman            |
| Later zijn er van dit album opnieuw versies op cd uitgebracht waarop bonustracks staan. Deze cd is net als alle andere platen van The Cats in 2014 opgenomen in het verzamelwerk Complete. Op deze uitgave waren de bonustracks als volgt: |                               |                             |                             |      |                          |
| 13. | Kannst du mir verzeih'n       | Arnold Mühren               | John Möring                 |      | There has been a time    |
| 14. | I love you, I do              | Jaap Schilder               | Benny Lux                   |      | I love you, I do         |
| 15. | Marian                        | Arnold Mühren               | John Möring                 |      | Marian                   |